# Tarak Ben Ammar
Tarak Ben Ammar (arabisch طارق بن عمار, DMG Ṭāriq b. ʿAmmār; * 12. Juni 1949 in Tunis, Tunesien) ist ein tunesischer Filmproduzent.

## Leben
Tarak Ben Ammar wurde als Sohn eines tunesischen Vaters und einer korsischen Mutter in Tunis geboren. Seine Tante, Wassila Bourguiba, war die zweite Ehefrau des ehemaligen tunesischen Staatspräsidenten Habib Bourguiba, und somit „First Lady“ Tunesiens.
Als junger Mann studierte Ben Ammar Internationale Wirtschaft an der Georgetown University in Washington, D.C. (USA) an der er im Jahr 1970 seinen Diplomabschluss erlangte. Mit den bereits erwähnten Beziehungen zum tunesischen Präsidenten gründete Ben Ammar 1974 Carthago Films, eine in Tunis ansässige Produktionsgesellschaft, mit der er 1975 Roberto Rossellinis Filmdrama Der Messias produzierte. Auch rief er die Empire Studios in Hammamet ins Leben, ein Areal in der Größe von zehn Hektar. Hier wurde 1977 unter anderem Franco Zeffirellis vierteilige Fernsehserie Jesus von Nazareth produziert. Anfang der 1980er Jahre wurde Hollywood und der bekannte Regisseur Steven Spielberg auf die günstigen Produktionsbedingungen aufmerksam, die in Hammamet und Tunis herrschten, so dass Spielberg 1984 Teile des Abenteuerfilms Jäger des verlorenen Schatzes in Tunesien produzieren ließ.
Mitte der 1980er Jahre ließ sich Ben Ammar in Frankreich nieder, von wo aus er seine beiden Filmstudios in Tunesien betrieb. Auch begann er als Medienberater für Größen wie Silvio Berlusconi oder Rupert Murdoch zu arbeiten. 1984 wurde er von Präsident François Mitterrand in die Ehrenlegion aufgenommen. 1989 gründete Ben Ammar in Zusammenarbeit mit Berlusconi Quinta Communications, eine Produktionsgesellschaft, die überwiegend europäische Filme produzieren sollte; 1995 stieg die deutsche Kirch-Gruppe in Quinta ein. Zusammen sollten sie bis 2001 die zehnteilige Serie Die Bibel produzieren. Auffällig ist, dass Ben Ammar zwar der muslimischen Religion angehört, aber überwiegend Filme produziert hat, die ein christliches Thema haben.
1996 wurde Tarak Ben Ammar Manager der HIStory World Tour des US-amerikanischen Musikers Michael Jackson. Bis 1996 sollte er rund 60 Konzerte des King of Pop organisieren.
Heute lebt Tarak Ben Ammar in Frankreich. Er ist Miteigentümer einiger Produktionsgesellschaften, auch besitzt er 14 Prozent des Fernsehsenders TV Breizh. Zudem ist er durch Börsenspekulation Multimillionär.
Er ist verheiratet und Vater drei Söhnen und einer Tochter.

## Filmografie (Auswahl)
- 1982: La Traviata
- 1983: Unverstanden (Misunderstood)
- 1984: Die Glorreichen (Les Morfalous)
- 1985: A.D. – Anno Domini (A.D.)
- 1986: Piraten (Pirates)
- 1988: Il giovane Toscanini (Il giovane Toscanini)
- 1991: Mayrig – Heimat in der Fremde (Mayrig)
- 2002: Boys on the Run
- 2002: Avenging Angelo (Avenging Angelo)
- 2002: Ballistic (Ballistic: Ecks vs. Sever)
- 2002: Femme Fatale (Femme Fatale)
- 2005: Chromophobia (Chromophobia)
- 2007: Hannibal Rising – Wie alles begann (Hannibal Rising)
- 2007: Die letzte Legion (The Last Legion)
- 2009: Baarìa
- 2011: Black Gold
- 2018: Die Wahrheit über den Fall Harry Quebert (The Truth About The Harry Quebert Affair, Fernsehserie)
- 2019: American Skin